# Station Malczyce
Station Malczyce is een spoorwegstation in de Poolse plaats Malczyce.